# 特羅伊齊克 (沃茲涅先斯克區)
47°28′59″N 31°39′56″E / 47.48306°N 31.66556°E
特羅伊齊克（烏克蘭語：Троїцьке），是烏克蘭的村落，位於該國南部尼古拉耶夫州，由沃茲涅先斯克區負責管轄，面積0.96平方公里，海拔高度4米，2001年人口415，人口密度每平方公里431.8人。